# Спитаменский район
Спитаме́нский район (тадж. Ноҳияи Спитамен) — административный район в Согдийской области Республики Таджикистан. До 21 ноября 2003 года — Науский район.
Районный центр — поселок Навкат, расположенное в 28 км юго-западнее города Худжанда. Площадь Спитаменского района составляет 496,7 км².

## История
Образован 29 сентября 1926 года как Науский район Ходжентского округа Узбекской ССР. В 1929 году Ходжентский округ вошёл в Таджикскую ССР. В 1930—1938 годах Науский район находился в прямом подчинении Таджикской ССР, в 1938—1939 годах входил в Ленинабадский округ, в 1939—1962 годах — в Ленинабадскую область, в 1962—1970 годах — напрямую в Таджикскую ССР, с 1970 года — вновь в Ленинабадскую (с 2000 года — Согдийскую) область. 
21 ноября 2003 года Постановлением № 460 Маджлиси Милли Маджлиси Оли Республики Таджикистан переименован в Спитаменский район в честь Спитамена (др.-перс. Spitamana, др.-греч. Σπιταμένη, 370-328 годы до н. э.) — согдийского военачальника, руководителя восстания в Согдиане и Бактрии против Александра Македонского в 329 году до н. э.

## География
Спитаменский район расположен в долине реки Сырдарья и её левого притока Аксу. На севере граничит с Матчинским районом, на востоке — с Джаббар-Расуловским районом, на западе — с Деваштичским районом Согдийской области Таджикистана, на юге — с Лейлекским районом Баткенской области Кыргызстана.

## Население
Население по оценке на 1 января 2022 года составляет 149 700 человек, в том числе городское — в поселке Навкат — 13,4 % или 20 100 человек.
| Численность населения | Численность населения | Численность населения | Численность населения | Численность населения | Численность населения | Численность населения | Численность населения |
| 1939                  | 2003                  | 2004                  | 2005                  | 2006                  | 2007                  | 2008                  | 2009                  |
| --------------------- | --------------------- | --------------------- | --------------------- | --------------------- | --------------------- | --------------------- | --------------------- |
| 24 463                | ↗103 600              | ↗105 500              | ↗107 400              | ↗109 400              | ↗111 900              | ↗114 100              | ↗116 800              |
| 2015                  | 2019                  | 2020                  | 2021                  | 2022                  |                       |                       |                       |
| ↗128 700              | ↗139 200              | ↗141 600              | ↗147 300              | ↗149700               |                       |                       |                       |

## Административное деление
В состав Спитаменского района входят 1 посёлок городского типа — Навкат — и 6 сельских общин (тадж. ҷамоат):
| Административное деление Спитаменского района |           |  |
| Сельская община                               | Население |  |
| пгт Навкат                                    | 23 578    |  |
| Турсун Ульджабоев                             | 16 996    |  |
| Истиклол                                      | 5 300     |  |
| Куруш                                         | 21 702    |  |
| Сарбанд                                       | 6442      |  |
| Тагояк                                        | 12 047    |  |
| Хуррамзамин                                   | 6246      |  |

Главой Спитаменского района является Председатель Хукумата, который назначается Президентом Республики Таджикистан. Главой правительства Спитаменского района является Председатель Хукумата. Законодательный орган Спитаменского района — Маджлис народных депутатов, который избирается всенародно на 5 лет.

## Фотогалерея

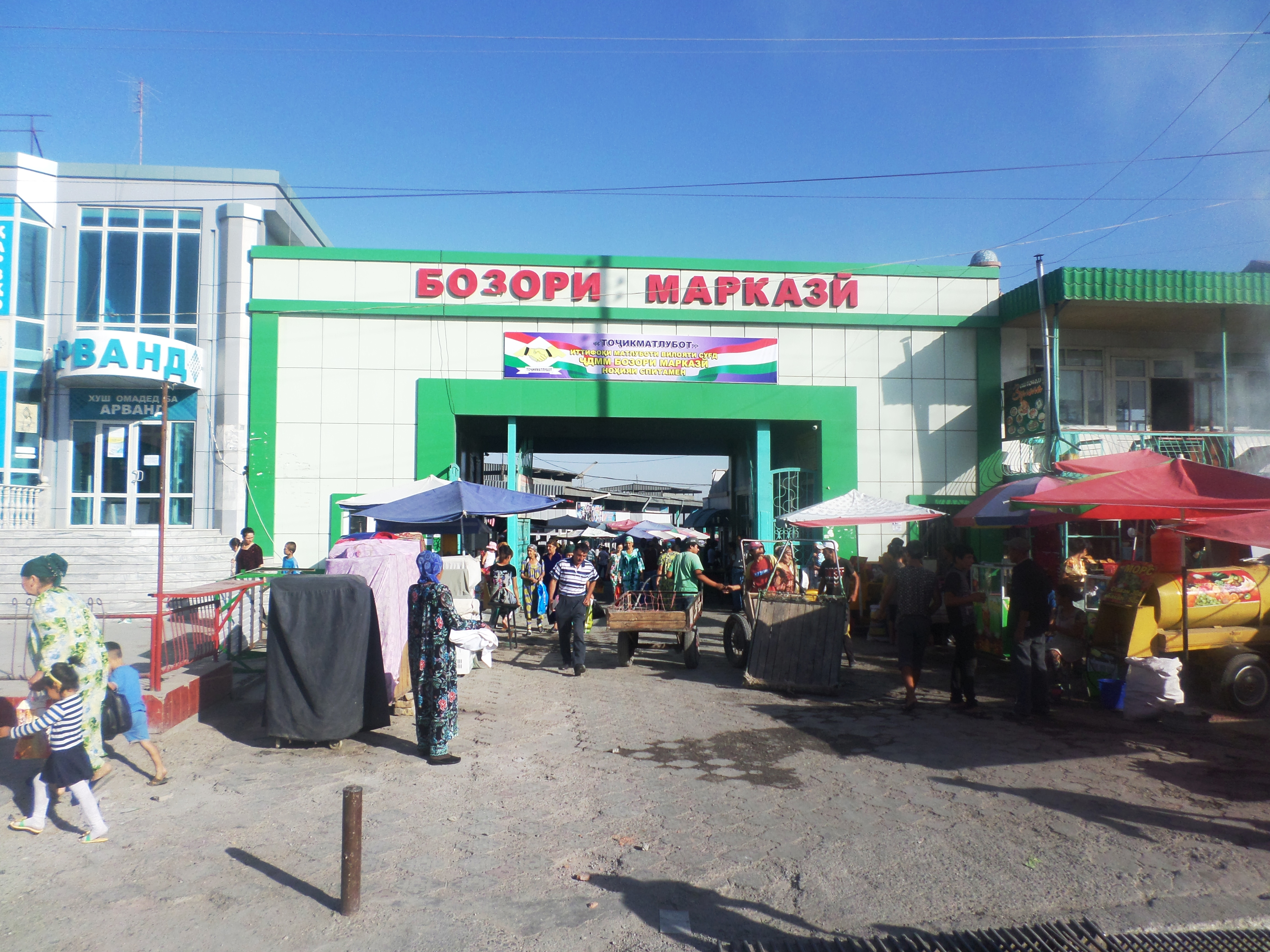
Вход в главный базар
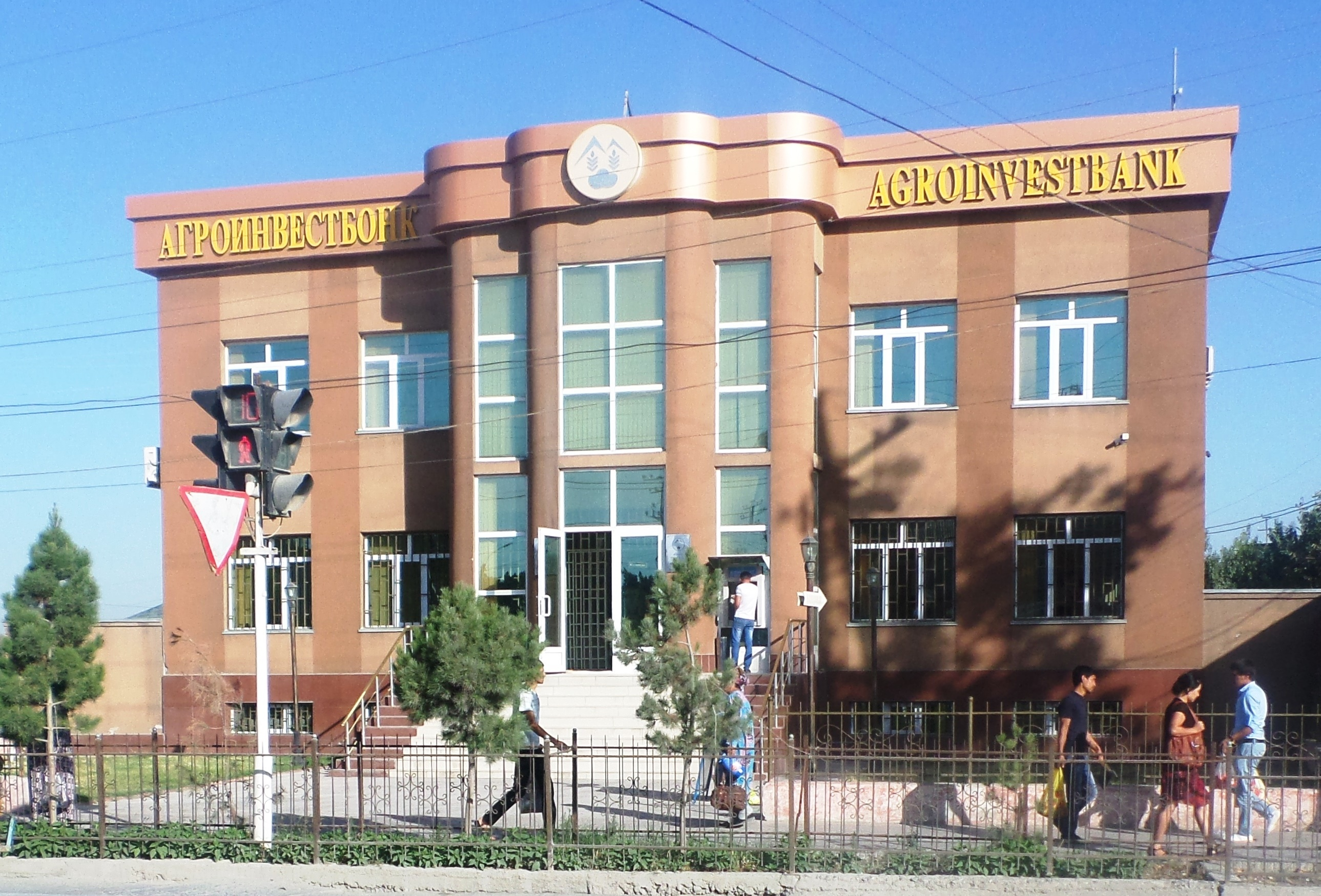
Здание филиала "Агроинвестбанк"
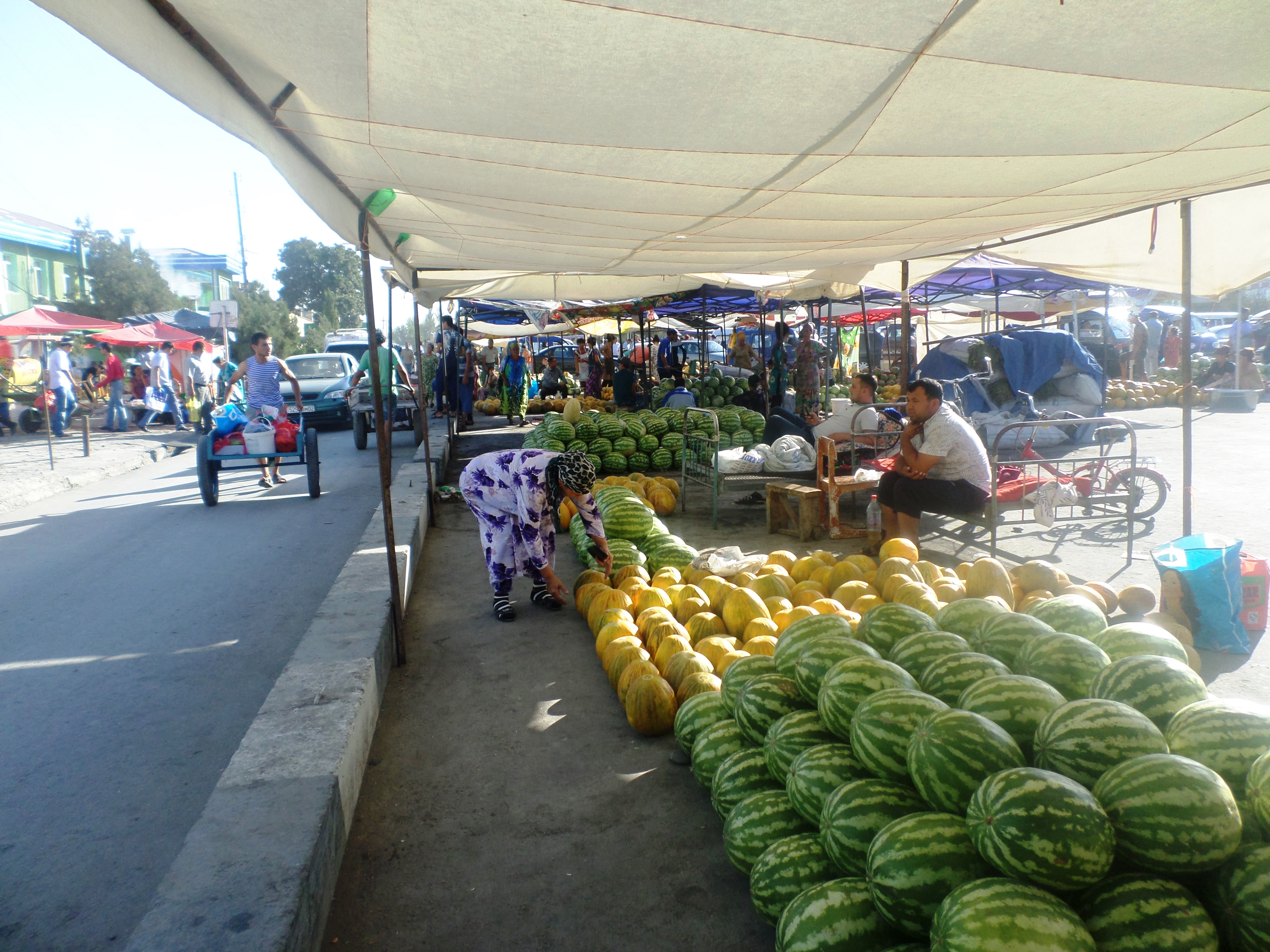
Рынок в районом центре
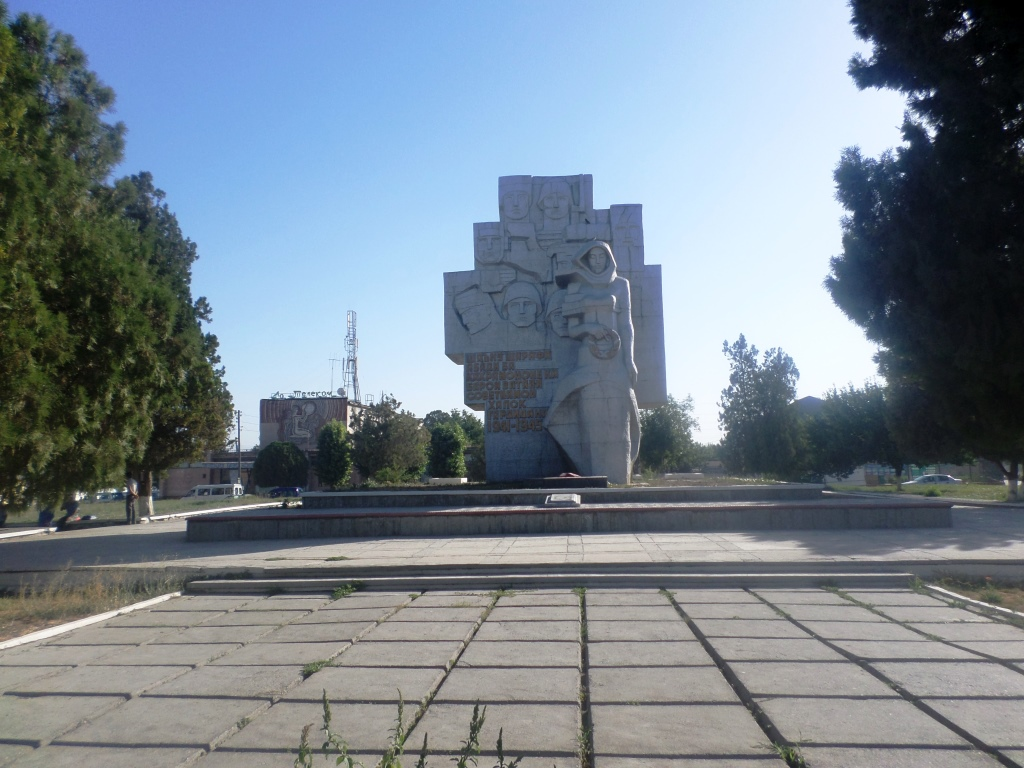
Памятник героям ВОВ 1941-1945 гг